# Millettieae
Tribu
Classification phylogénétique
Les Millettieae sont une tribu de plantes à fleurs dicotylédones de la famille des Fabaceae, sous-famille des Faboideae, originaire des régions tropicales et subtropicales, qui compte 44 genres et environ 900 espèces.

## Liste des genres
Selon NCBI (14 août 2018) :
- Afgekia Craib, 1927
- Aganope Miq., 1855
- Antheroporum Gagnep., 1915
- Apurimacia Harms, 1923
- Austrosteenisia Geesink, 1984
- Behaimia Griseb., 1866
- Brachypterum
- Callerya Endl., 1843
- Chadsia Bojer, 1842
- Craibia Harms & Dunn, 1911
- Craspedolobium Harms
- Dahlstedtia Malme, 1905
- Dalbergiella
- Deguelia Aubl., 1775
- Derris Lour., 1790
- Dewevrea
- Disynstemon R.Vig.
- Endosamara
- Fordia Hemsl., 1886
- Hesperothamnus Brandegee, 1919
- Kunstleria Prain
- Leptoderris Dunn, 1910
- Lonchocarpus Kunth, 1824
- Millettia Wight & Arn., 1834
- Muellera L.f., 1982, nom. cons.
- Mundulea Benth.
- Ostryocarpus Hook.f., 1849
- Paraderris
- Paratephrosia Domin, 1912
- Philenoptera
- Piscidia
- Platycyamus Benth., 1862
- Platysepalum Welw. ex Baker, 1871
- Pongamia
- Pongamiopsis R.Vig., 1950
- Ptycholobium Harms
- Requienia DC., 1825
- Schefflerodendron Harms
- Solori
- Sylvichadsia Du Puy & Labat
- Tephrosia Pers., 1807
- Willardia
- Wisteria Nutt.
- Xeroderris